# جيمس فيرغسون (سياسي أسترالي)
جيمس فيرغسون (بالإنجليزية: James Ferguson)‏ هو فلاح وسياسي أسترالي، ولد في 3 يناير 1908، وتوفي في 20 نوفمبر 1975. حزبياً، نشط في تحالف الليبرالية والريفي. وقد انتخب عضو مجلس النواب جنوب أستراليا من الجمعية عن دائرة Electoral district of Goyder ‏ وقد انضم خلال فترته النيابية (30 مايو 1970 – 9 مارس 1973) للكتلة البرلمانية تحالف الليبرالية والريفي وانتخب عضو مجلس النواب جنوب أستراليا من الجمعية عن دائرة Electoral district of Yorke Peninsula ‏ وقد انضم خلال فترته النيابية (9 فبراير 1963 – 29 مايو 1970) للكتلة البرلمانية تحالف الليبرالية والريفي.